# Военно-морские силы Латвии
Военно-морские силы Латвии (латыш. Latvijas Jūras spēki) — один из четырёх видов вооружённых сил Латвии.

## История

### Создание ВМС Латвии

#### Боевой состав ВМС Латвии на моментприсоединения государства к СССРв 1940 году
| Тип                                 | Бортовой номер | Наименование            | Введение в состав флота | Судьба                                                                                               |
| Подводные лодки                     |                |                         |                         | |
| Подводные лодки типа «Ронис»        | R              | «Ро́нис» «Ronis»         | 1927 год                | 19.08.1940 зачислены в состав КБФ РККФ СССР 23.06.1941 уничтожены при эвакуации ВМБ Либавы           |
| Подводные лодки типа «Ронис»        | S              | «Спи́дола» «Spīdola»     | 1927 год                | 19.08.1940 зачислены в состав КБФ РККФ СССР 23.06.1941 уничтожены при эвакуации ВМБ Либавы           |
| Тральщики                           |                |                         |                         | |
| Тральщики типа «Minensuchboot 1916» |                | «Вирсайтис» «Virsaitis» | 10.11.1921              | 19.08.1940 зачислен в состав КБФ РККФ СССР 03.12.1941 подрыв на мине, затонул восточнее Ханко        |
| Минные тральщики типа «Виестурс»    |                | «Виестурс» «Viesturs»   | 1926 год                | 13.08.1940 зачислен в состав КБФ РККФ СССР                                                           |
| Минные тральщики типа «Виестурс»    |                | «Иманта» «Imanta»       | 1926 год                | 13.08.1940 зачислен в состав КБФ РККФ СССР 01.07.1941 подрыв на мине, затонул западнее пр. Соэлавяйн |
| Корабли управления и обеспечения    |                |                         |                         | |
| ледокольный буксир типа ??          |                | «Варонис» «Varonis»     | 1927 год                | зачислен в состав КБФ РККФ СССР                                                                      |

### Строительство и состояние ВМС Латвии в период независимости после 1991 года
В 2011—2013 годах на вооружение поступили 4 патрульных корабля катамаранного типа SWATH (Small Waterplane Area Twin Hull).

## Организационный состав
Организационно Военно-морские силы Латвии включают:
- Флотилию Военно-морских сил (латыш. Jūras spēku flotile)
- Службу береговой охраны (латыш. Krasta apsardzes dienests)
- Флотилию (латыш. Flotile)
- Эскадру минных кораблей (латыш. Mīnu kuģu eskadra)
- Эскадру сторожевых кораблей (латыш. Patruļkuģu eskadra)
- Службу морского наблюдения и оповещения (латыш. Jūras novērošanas un sakaru dienests)
- Мастерские  (латыш. Baltijas valstu pretmīnu aprīkojuma apkalpes darbnīca)

## Пункты базирования
- ВМБ Рига (главная база, штаб ВМС)
- ВМБ Лиепая
- ВМБ Вентспилс

## Боевой состав
| Тип                                   | Бортовой номер | Наименование | В составе флота       | Состояние     | Примечания                      |
| Минные корабли                        |                |              |                       |               |                                 |
| Минные тральщики типа «Tripartite»    | M 04           | «Imanta»     |                       | в строю       | бывший Hr.Ms. M854 Harlingen    |
| Минные тральщики типа «Tripartite»    | M 05           | «Viesturs»   |                       | в строю       | бывший Hr.Ms. M855 Scheveningen |
| Минные тральщики типа «Tripartite»    | M 06           | «Tālivaldis» |                       | в строю       | бывший Hr.Ms. M852 Dordrecht    |
| Минные тральщики типа «Tripartite»    | M 07           | «Visvaldis»  |                       | в строю       | бывший Hr.Ms. M851 Delfzijl     |
| Сторожевые (патрульные) корабли       |                |              |                       |               |                                 |
| Сторожевые катера типа «Сторм»        | P 01           | «Zibens»     |                       | на аукционе   | бывший KNM «Djerv» (P966)       |
| Сторожевые катера типа «Сторм»        | P 02           | «Lode»       | с 11 июня 2001 года   | в строю       | бывший KNM «Hvass» (P972)       |
| Сторожевые катера типа «Сторм»        | P 03           | «Linga»      | с 11 июня 2001 года   | в строю       | бывший KNM «Gnist» (P979)       |
| Патрульные катера типа «Скрунда»      | P 05           | «Skrunda»    | с 2011 года           | в строю       |                                 |
| Патрульные катера типа «Скрунда»      | P 06           | «Cēsis»      | с 2012 года           | в строю       |                                 |
| Патрульные катера типа «Скрунда»      | P 07           | «Viesīte»    | с 2012 года           | в строю       |                                 |
| Патрульные катера типа «Скрунда»      | P 08           | «Jelgava»    | с 2013 года           | в строю       |                                 |
| Патрульные катера типа «Скрунда»      | P 09           | «Rēzekne»    | с 2014 года           | на испытаниях |                                 |
| Корабли управления и обеспечения      |                |              |                       |               |                                 |
| минный заградитель типа «Vidar»       | A 53           | «Virsaitis»  | с 27 января 2003 года | в строю       | бывший HNoMS Vale (N53)         |
| гидрографическое судно типа «Buyskes» | A 90           | «Varonis»    | с 11 ноября 2004 года | в строю       | бывший Hr.Ms. «Buyskes» (A904)  |
| вспомогательное судно типа «Goliat»   | A 18           | «Pērkons»    | с 1993 года           | в строю       |                                 |
| Корабли береговой охраны              |                |              |                       |               |                                 |
| патрульные катера типа KBV            | KA 01          | «Kristaps»   | с 1993 года           | в строю       | бывший                          |
| патрульные катера типа KBV            | KA 06          | «Gaisma»     | с 1994 года           | в строю       | бывший                          |
| патрульные катера типа KBV            | KA 07          | «Ausma»      | с 1994 года           | в строю       | бывший                          |
| патрульные катера типа KBV            | KA 08          | «Saule»      | с 1994 года           | в строю       | бывший                          |
| патрульные катера типа KBV            | KA 09          | «Klints»     | с 1994 года           | в строю       | бывший                          |
| патрульные катера типа KBV            | KA 14          | «Astra»      |                       | в строю       | бывший                          |

## Префикс кораблей и судов
В военно-морских силах Латвии веден стандарт, по которому корабль или судно имеют бортовой номер с латинской буквой, в соответствии с классом корабля:
- M — минный корабль
- P — сторожевой (патрульный) корабль
- A — вспомогательное судно (англ. Auxiliary — вспомогательный)
- КА — береговая охрана (латыш. Krasta apsardze)

Префикс по принадлежности к военно-морским силам государства отсутствует.

## Флаги кораблей и судов
| Флаг | Гюйс | Вымпел боевых кораблей |
|      |      |                        |

### Флаги должностных лиц
| Министр обороны | Командующий ВМС   | Вице-адмирал     | Контр-адмирал      |
|                 |                   |                  |                    |
| Командор        | Командир флотилии | Командир эскадры | Командир дивизиона |
|                 |                   |                  |                    |

## Знаки различия

### Адмиралы и офицеры
| Категории               | Адмиралы      | Адмиралы       | Адмиралы         | Старшие офицеры    | Старшие офицеры    | Старшие офицеры    | Младшие офицеры   | Младшие офицеры   | Младшие офицеры |
| ----------------------- | ------------- | -------------- | ---------------- | ------------------ | ------------------ | ------------------ | ----------------- | ----------------- | --------------- |
|                         |               |                |                  |                    |                    |                    |                   |                   |                 |
| Латвийское звание       | Viceadmirālis | Kontradmirālis | Flotes admirālis | Jūras kapteinis    | Komandkapteinis    | Komandleitnants    | Kapteiņleitnants  | Virsleitnants     | Leitnants       |
| Российское соответствие | Вице-адмирал  | Контр-адмирал  | нет              | Капитан 1-го ранга | Капитан 2-го ранга | Капитан 3-го ранга | Капитан-лейтенант | Старший лейтенант | Лейтенант       |

### Сержанты и матросы
| Категории               | Подофицеры          | Подофицеры         | Подофицеры                   | Сержанты и старшины | Сержанты и старшины | Сержанты и старшины | Матросы        | Матросы  |
| ----------------------- | ------------------- | ------------------ | ---------------------------- | ------------------- | ------------------- | ------------------- | -------------- | -------- |
|                         |                     |                    |                              |                     |                     |                     |                |          |
| Латвийское звание       | Augstākais bocmanis | Galvenais bocmanis | Štāba bocmanis               | Bocmanis            | Seržants            | Kaprālis            | Dižmatrozis    | Matrozis |
| Российское соответствие | Старший мичман      | Мичман             | Главный корабельный старшина | Главный старшина    | Старшина 1-й статьи | Старшина 2-й статьи | Старший матрос | Матрос   |

### Исторические корабли ВМФ Латвии
| Тип                                      | Бортовой номер | Наименование | В составе флота         | Выведен из состава флота | Примечания                                                   |
| Подводные лодки                          |                |              |                         |                          |                                                              |
| Подводные лодки типа «Ронис»             | R              | «Ronis»      | с 1927 года             | в 1940 году              | вошли в состав ВМФ СССР                                      |
| Подводные лодки типа «Ронис»             | S              | «Spīdola»    | с 1927 года             | в 1940 году              | вошли в состав ВМФ СССР                                      |
| Минные корабли                           |                |              |                         |                          |                                                              |
| морской тральщик типа Minensuchboot 1916 |                | «Virsaitis»  | с 1921 года             | в 1940 году              | бывший M 68 бывший «Sarkanā Latvija» вошёл в состав ВМФ СССР |
| морской тральщик типа Minensuchboot 1916 |                | «Varonis»    | с 1927 года             | в 1940 году              | бывший «Passat» вошёл в состав ВМФ СССР                      |
| минные тральщики типа «Виестурс»         |                | «Imanta»     | с 1926 года             | в 1940 году              | вошёл в состав ВМФ СССР                                      |
| минные тральщики типа «Виестурс»         |                | «Viesturs»   | с 1926 года             | в 1940 году              | вошёл в состав ВМФ СССР                                      |
| минные тральщики типа «Kondor II»        | M-01           | «Viesturs»   | с 10 июня 1994 года     |                          | бывший S 321 «Kamenz»                                        |
| минные тральщики типа «Kondor II»        | M-02           | «Imanta»     | с 10 июня 1994 года     |                          | бывший S 324 «Robel»                                         |
| тральщики типа «Lindau» 331              | M-03           | «Namejs»     | с 22 сентября 1999 года | 8 апреля 2009 года       | бывший «Völkingen» (M1087)                                   |
| Корабли береговой охраны                 |                |              |                         |                          |                                                              |
| патрульные катера типа «Рыбнадзор»       | KA-03          | «Komēta»     |                         | 10 апреля 2006 года      |                                                              |

## Командующие
- 1924 — 1931 Архибальд Кейзерлинг
- 1931 — 1940 Теодор Спаде

### После 1991 года
- 1992 — 1999 Гайдис Андрей Зейбот
- Илмарс Лещинский
- 14.01.2005 — 2009 Александр Павлович
- Римантс Штримайтис
- Ингус Визулис